# Monumento dell'indipendenza
Il Monumento dell'Indipendenza o Monumento ai Morti per la Patria chiamato dai trevigiani la Teresona è un'opera di Luigi Borro, situata nel centro storico di Treviso in piazza dell'Indipendenza, a fianco ai palazzi dei Trecento e a quello già sede della Camera di commercio.

## Descrizione
Il monumento impersonifica non l'Italia come molti pensano ma la provincia di Treviso che calpesta le catene della dominazione asburgica. Nella mano destra impugna una lancia a cui è attaccata la bandiera tricolore italiana e nella sinistra porta una corona d'alloro. L'opera è dedicata ai patrioti trevigiani del Risorgimento morti nel 1866 durante la terza guerra d'indipendenza che portò all'unificazione di Treviso e delle province venete con il Regno d'Italia, suggellata dal plebiscito del 21 e 22 ottobre 1866.
Il monumento è alto complessivamente 7,13 m fino alla punta della lancia, di cui 3,30 m del piedistallo e 3,83 m della statua in marmo di Carrara.
Sul basamento in pietra d'Istria è presente la dedica in bronzo "Ai morti per la Patria, la Provincia MDCCCLXVI".
L'opera allegorica venne inaugurata il 20 settembre 1875 con una pubblica cerimonia a cui partecipò anche il poeta Giosuè Carducci.